# Lupita Novelo
Guadalupe Novelo Osuna (5 mei 1967) is een tennisspeelster uit Mexico.
Van 1990 tot 1992 speelde Novelo voor Mexico 20 partijen op de Fed Cup.
In 1992 nam Novelo voor Mexico deel aan de Olympische Zomerspelen van Barcelona, zowel in het enkelspel als in het dubbelspel.
Novelo speelde uitsluitend grandslams op het damesdubbel- en gemengd-dubbeltoernooi.